# Ben Wilmot
Ben Wilmot, né le 4 novembre 1999 à Stevenage, est un footballeur anglais qui évolue au poste de défenseur à Stoke City.

## Biographie

### En club
Formé au Stevenage FC, Ben Wilmot prend part à son premier match au niveau professionnel contre Milton Keynes Dons en EFL Trophy (0-0). Il joue quinze matchs toutes compétitions confondues lors de la saison 2017-2018, son unique sous les couleurs de l'équipe première de son club formateur.
Le 24 août 2018, il s'engage pour cinq ans avec le Watford FC. Cinq jours plus tard, il est titularisé pour la première fois avec Watford face au Reading FC en Coupe de la Ligue anglaise (victoire 0-2). Wilmot participe à six matchs avec les Hornets avant d'être cédé en prêt pour six mois à l'Udinese Calcio le 31 janvier 2019. Il retrouve Watford à l'issue de la saison après avoir joué cinq matchs avec le club italien.
Le 25 juillet 2019, Wilmot est de nouveau prêté, cette fois pour une saison à Swansea City, qui évolue en D2 anglaise.

### En sélection nationale
Ben Wilmot porte le maillot de l'équipe d'Angleterre des moins de 19 ans à deux reprises en 2018 puis deux fois en moins de 20 ans en 2018 et 2019.
Le 11 octobre 2019, Ben Wilmot honore sa première sélection avec l'équipe d'Angleterre espoirs lors d'un match contre la Slovénie (2-2).

## Statistiques
| Saison                | Club                  | Championnat           | Championnat | Championnat | Coupe nationale | Coupe nationale | Coupe de la Ligue | Coupe de la Ligue | EFL Trophy | EFL Trophy | Total | Total |
| Saison                | Club                  | Division              | M.          | B.          | M.              | B.              | M.                | B.                | M.         | B.         | M.    | B.    |
| 2017-2018             | Stevenage FC          | League Two            | 10          | 0           | 3               | 0               | -                 | -                 | 2          | 0          | 15    | 0     |
| Sous-total            | Sous-total            | Sous-total            | 10          | 0           | 3               | 0               | 0                 | 0                 | 2          | 0          | 15    | 0     |
| 2018-2019             | Watford FC            | Premier League        | 2           | 0           | 2               | 0               | 2                 | 0                 | -          | -          | 6     | 0     |
| 2020-2021             | Watford FC            | Championship          | 8           | 0           | -               | -               | 1                 | 0                 | -          | -          | 9     | 0     |
| Sous-total            | Sous-total            | Sous-total            | 10          | 0           | 2               | 0               | 3                 | 0                 | 0          | 0          | 15    | 0     |
| 2018-2019             | Udinese Calcio (prêt) | Serie A               | 5           | 0           | -               | -               | -                 | -                 | -          | -          | 5     | 0     |
| 2019-2020             | Swansea City (prêt)   | Championship          | 21          | 2           | -               | -               | 2                 | 0                 | -          | -          | 23    | 2     |
| Sous-total            | Sous-total            | Sous-total            | 26          | 2           | 0               | 0               | 2                 | 0                 | 0          | 0          | 28    | 2     |
| 2021-2022             | Stoke City            | Championship          | 35          | 1           | 2               | 0               | 2                 | 0                 | -          | -          | 39    | 1     |
| 2022-2023             | Stoke City            | Championship          | 39          | 3           | 2               | 0               | -                 | -                 | -          | -          | 41    | 3     |
| 2023-2024             | Stoke City            | Championship          | 11          | 1           | 1               | 0               | 3                 | 0                 | -          | -          | 15    | 1     |
| Sous-total            | Sous-total            | Sous-total            | 85          | 5           | 5               | 0               | 5                 | 0                 | 0          | 0          | 95    | 5     |
| Total sur la carrière | Total sur la carrière | Total sur la carrière | 121         | 7           | 10              | 0               | 10                | 0                 | 2          | 0          | 143   | 7     |

## Palmarès

### En club
- Watford
  - Vice-champion d'Angleterre de D2 en 2021.